# STS-57
إس تي إس-57 (بالإنجليزية: STS-57)‏ الرحلة السادسة والخمسون ضمن برنامج مكوك الفضاء لوكالة ناسا، والرحلة الرابعة على متن مكوك الفضاء إنديفور، انطلقت الرحلة في 21 يونيو 1993 من مركز كينيدي للفضاء ، وهبطت بتاريخ 1 يوليو في مركز كينيدي للفضاء أيضاً، بعد عشرة أيام مكثتها الرحلة في الفضاء، من أهداف الرحلة إجراء بحوث طبية واسترجاع ناقل أوروبي من خلال السير في الفضاء من قبل أثنين من الرواد المشاركين، بلغ عدد الرواد المشاركين في الرحلة ستة رواد.